# Anja Voigt

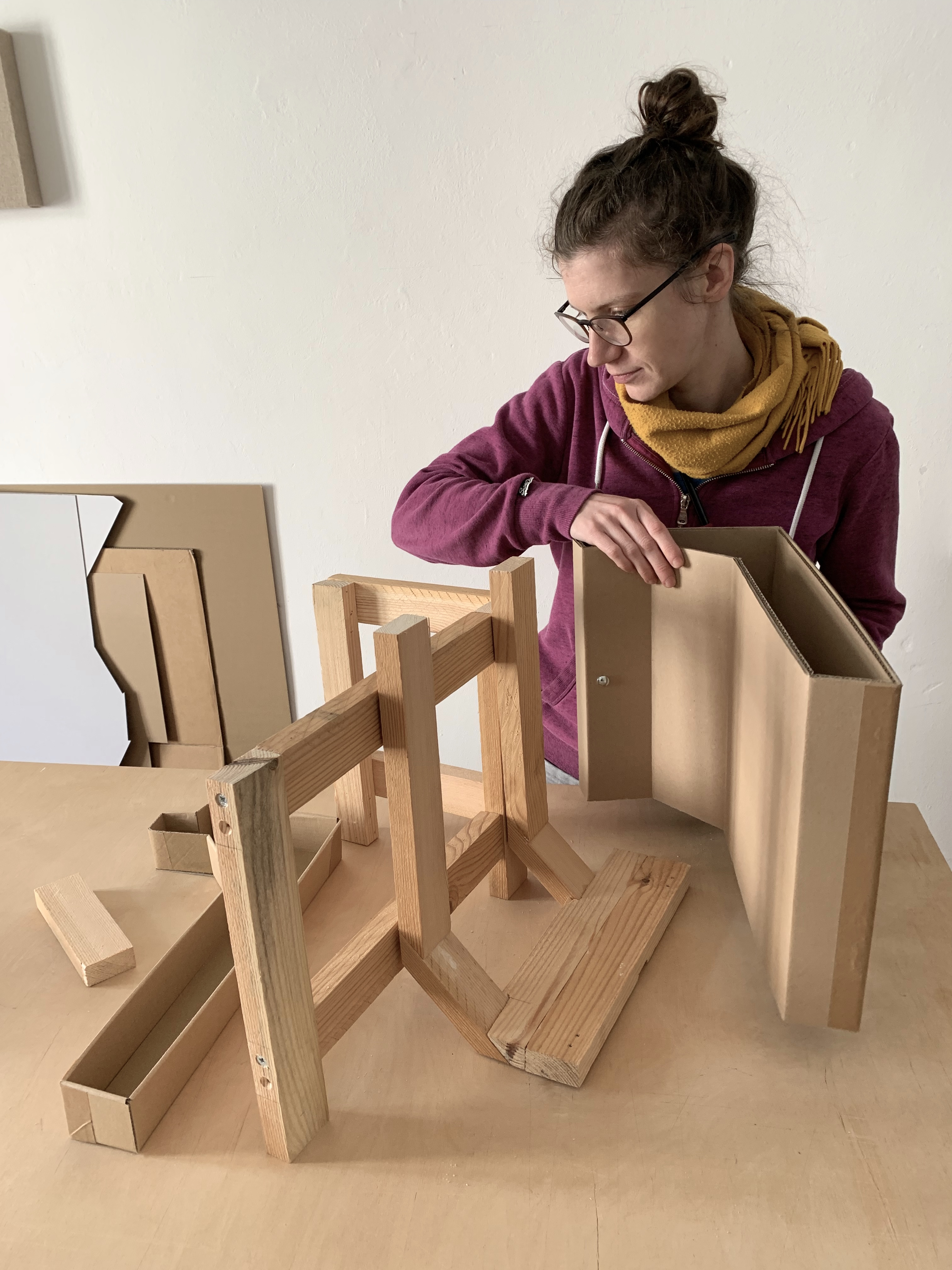
Anja Voigt

Anja Voigt (* 23. Juli 1985 in Bad Frankenhausen) ist eine deutsche bildende Künstlerin.

## Leben und Wirken
Nach ihrem Abitur im Jahr 2004 in Roßleben studierte Voigt in den Jahren 2005 bis 2011 Bildhauerei und Plastik bei Wolfgang Nestler und Georg Winter an der Hochschule der Bildenden Künste Saar (HBKsaar) in Saarbrücken und schloss dort ihr Studium mit dem Diplom im Fachbereich Bildhauerei und Plastik ab. Anschließend absolvierte sie von 2011 bis 2013 als Meisterschülerin bei Winter ein Postgraduiertenstudium.
Bereits im Jahr 2008 gründete Voigt zusammen mit Dieter Call unter dem Namen „Mobile Forschungsstation – Dieter Call & Anja Voigt“ ein Künstlerduo. Dadurch entstanden bis heute eine große Anzahl von Gemeinschaftsprojekten, die als Aktionskunst im Rahmen von Promenadologie und Aktionsforschung zu verstehen sind. Beide Künstler sind Mitbegründer des von Georg Winter initiierten „S_A_R Projektbüros Völklingen“ und der „AG Ast“ (Arbeitsgemeinschaft Anastrophale Stadt). Nach dem Prinzip des Reverse Engineering untersucht Voigt industrielle Materialien und Faltsysteme. Sie transformiert die daraus gewonnenen Erfahrungen in neue Objekte. Ihre Arbeiten zeigen Stufen des analytischen Prozesses. Voigt arbeitet mit Karton und entwickelt Verpackungen, die ein eigenständiges Dasein führen.
Anja Voigt lebt und arbeitet in Saarbrücken.

## Stipendien
- 2009: Montjoie-Stipendium der Städteregion Aachen „Wo ist Hier“[4]
- 2017: Projektstipendium KunstKommunikation DA Kunsthaus Kloster Gravenhorst[5]

## Projektarbeiten, Projektbeteiligungen
- 2007: Beteiligung an der Gründung des S_A_R Projektbüro, welches von Georg Winter mit Studierenden und Künstlern ins Leben gerufen wurde, um als Schaltzentrale für künstlerisch-promenadologische Aktivitäten zu fungieren.
- 2008: Projekt Brunnenwasser, Saarbrücken, Gründung der Mobilen Forschungsstation zusammen mit Dieter Call, seitdem regelmäßige Projekte und Aktionen in öffentlichen Räumen
- 2008: Schienenschlitten – Intervention stillgelegte Brücke von Savoyeux/Frankreich, Projekt und Videoarbeit, Dieter Call & Anja Voigt, Mobile Forschungsstation
- 2010: Projekt Schillingspark Düren, Dieter Call & Anja Voigt, Mobile Forschungsstation
- 2010: Intervention, Pont de Savoyeux, Stillgelegte Eisenbahntrasse Brücke von Savoyeux, Frankreich, Dieter Call & Anja Voigt, Mobile Forschungsstation
- 2011: Fishfinder, Verbindungskanal Rhein-Neckar Mannheim, Dieter Call & Anja Voigt, Mobile Forschungsstation, im Rahmen des Kulturfestivals Wunder der Prärie
- 2011: Mitbegründung der AG AST (Arbeitsgemeinschaft Anastrophale Stadt). Diese wurde von Georg Winter ins Leben gerufen und bildet sich aus Mitgliedern des S_A_R Projektbüros Völklingen (Performance, Stadtforschung) dem Urban Research Institut, der Forschungsgruppe_f und der Arbeitsgemeinschaft Retrograde Strategien (ARS). Die Beteiligten arbeiten in den Bereichen Aktionskunst, Performance, Stadtforschung, Architektur.
- 2013–2019: Projekt Max-von-Schillings-Platz, Auf- und Rückbau eines Platzes in 5 Phasen, Dieter Call & Anja Voigt, Mobile Forschungsstation
- 2017–2019: Das Gravenhorster MALBUCH als partizipatorisches Werkzeug, Dieter Call und Anja Voigt, Mobile Forschungsstation, Projektstipendium DA Kunsthaus Kloster Gravenhorst/NRW
- seit 2020: Projekt Innerdeutsche Grenze – Essenz einer Landschaft, Dieter Call & Anja Voigt, Mobile Forschungsstation

## Ausstellungen (Auswahl)

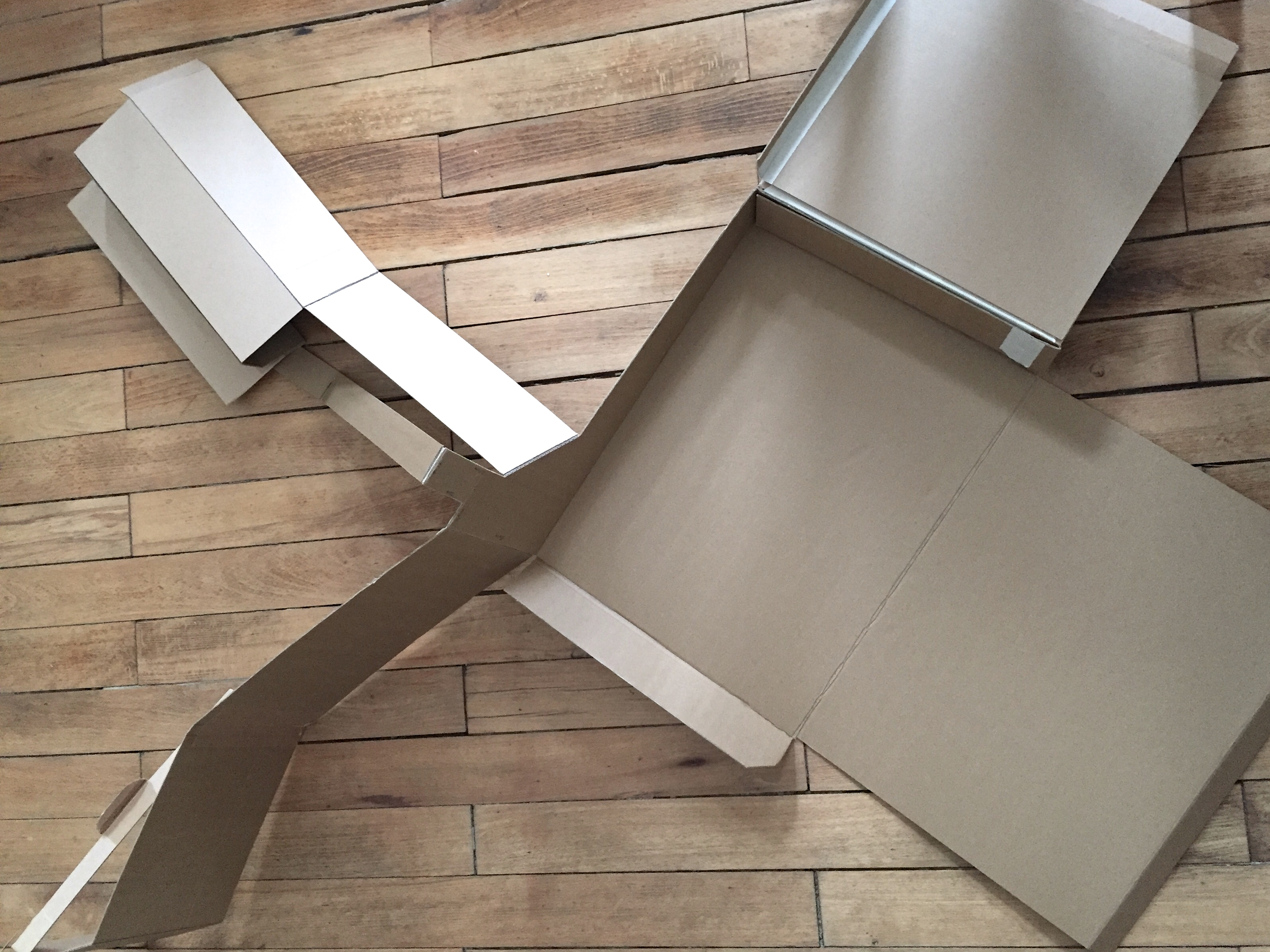
Vorstudie zur Kartonverschalung DO IT CONCRETE, Wellpappe, 39 × 28 × 19 cm, 2018
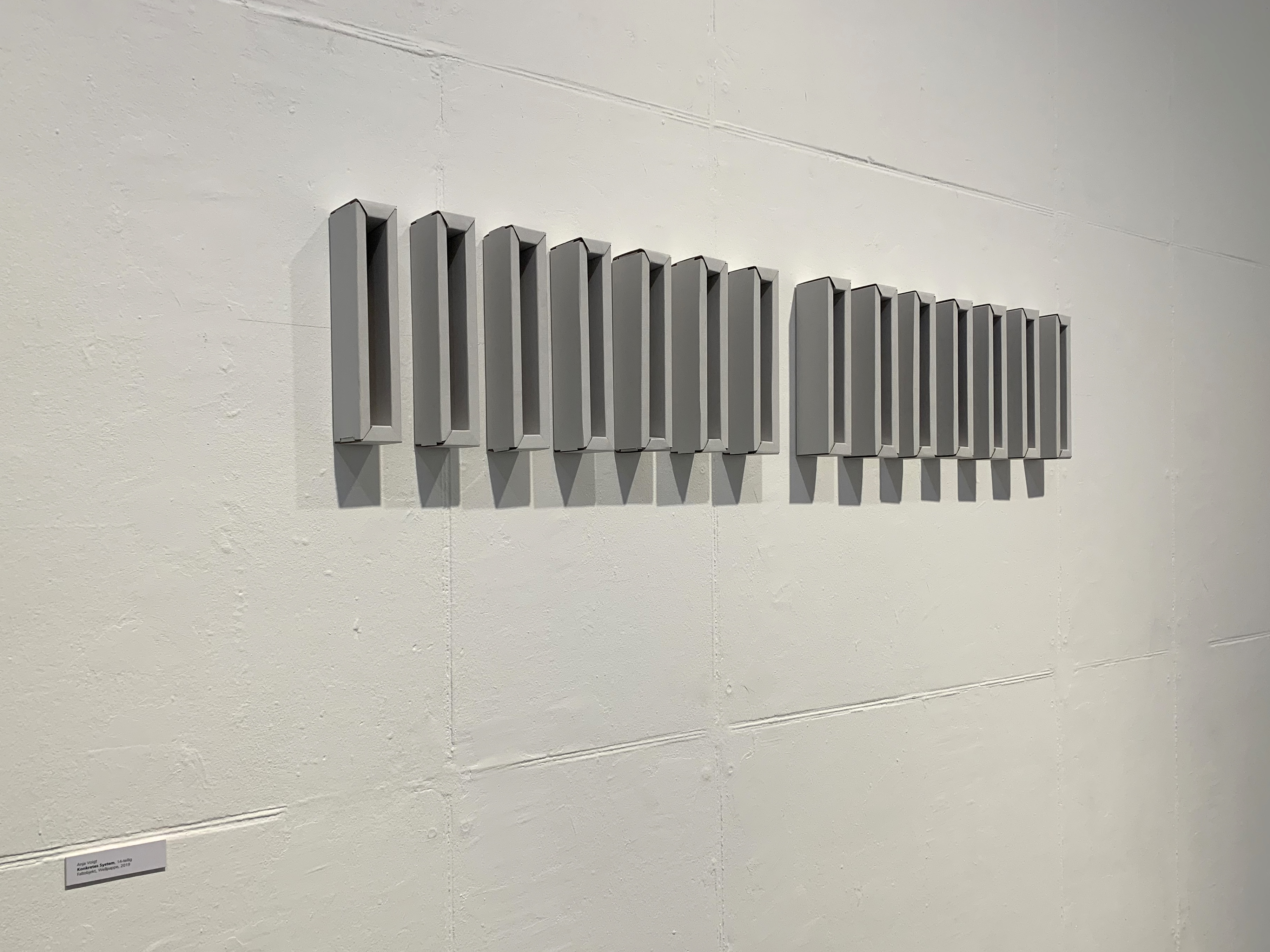
Konkretes System, 14-teiliges Faltobjekt, Wellpappe je 30 × 5 × 7,5 cm, 2019

- 2007: Kunstaktion 100 Bilder für Monschau, Kunst und Kulturzentrum Monschau
- 2008: Projekt Tischgalerie von Wolfgang Nestler, Luxemburg
- 2009: Wo ist hier, Kunst- und Kulturzentrum (KuK) Kreis Aachen, Monschau[6]
- 2009: urgent urban ambulance/Zustandsraum Stadt, künstlerische Projekte im öffentlichen Raum, Deutscher Künstlerbund, Projektraum, Berlin
- 2010: du musst sie essen, bevor sie schlecht werden, Galerie der HBKsaar, Saarbrücken[7]
- 2011: GONGRED – Junge Szene Saar, Ausstellung  Museum für Konkrete Kunst, Ingolstadt[8]
- 2011: Diplomausstellung in der Dependance der HBKsaar, Weltkulturerbe Völklinger Hütte, Saarbrücken
- 2012: OSTRALE – Internationale Ausstellung für zeitgenössische Künste 012 – homegrown, Dresden – Internationale Ausstellung zeitgenössischer Kunst
- 2013: SAAR ART 2013 – 10. Saarlandmuseum, Moderne Galerie Saarbrücken[9]
- 2014: sCHNITTsTELLEN Objekte und Graphische Arbeiten, KunstRaum K25, Ulm[10]
- 2015: VvsV Querulanten / Hylobaten Higher Education Völklingen 2007–2015, Städtischen Galerie, Villingen-Schwenningen[11]
- 2017: SAAR ART 11 – 11. Landeskunstausstellung, Saarländisches Künstlerhaus, Saarbrücken[12]
- 2019: innerhalb und außerhalb, Museum St. Wendel, St. Wendel/Saarland[13]